# First Touch Games
First Touch Games là một studio phát triển trò chơi (hãng phát triển trò chơi điện tử) có trụ sở tại Oxford, Anh chuyên phát triển các trò chơi thể thao kỹ thuật số (nhất là về bóng đá), các sản phẩm nổi tiếng nhất là Score! Hero và Dream League Soccer. First Touch Games đã có hơn 200 triệu lượt tải xuống các trò chơi của studio đến nay.

## Các trò chơi
- Dream League Soccer
- First Touch Soccer (Không còn phát hành)
- EURO Soccer (Không còn phát hành)
- Score! Hero
- Score! Hero 2 (Không còn phát hành)
- Ultimate Clash Soccer (Tên cũ: Ultimate Draft Soccer)
- Score★Hero
- Score! Match - PvP Soccer
- Fresh Tracks Snowboarding[2] (Không còn phát hành)
- 8 Ball Hero (Không còn phát hành)